# 圣玛丽亚 (北大河州)
圣玛丽亚（葡萄牙語：Santa Maria）是巴西北大河州的一个市镇。总面积219.572平方公里，总人口4479人，人口密度20.4人/平方公里。